# 아스타냉이
아스타냉이(asta--, 학명: Asta schaffneri 아스타 스카프네리[*])는 배추과의 단형 족인 아스타냉이족(asta--族, 학명: Asteae 아스테아이[*])의 단형 속인 아스타냉이속(asta--屬, 학명: Asta 아스타[*])에 속하는 유일한 종이다. 원산지는 멕시코이다.

## 종내 분류군
- A. s. subsp. pringlei (O.E.Schulz) Al-Shehbaz
- A. s. subsp. stricta (Rollins) Al-Shehbaz